# Anii Copacilor
În legendariumul despre Pământul de Mijloc al lui Tolkien, Anii Copacilor este una dintre cele mai importante perioade ale Ardei. Ei s-au scurs după Anii Stelelor, și înaintea Anilor Soarelui și au inclus o parte din Primul Ev.
La scurt timp după distrugerea Almarenului și a Celor Două Mari Lămpi, valarii au plecat pe continentul Aman și au pus bazele celui de-al doilea regat Valinor. Acolo, Yavanna a creat cei doi copaci: Telperion (copacul de argint) și Laurelin (copacul de aur). Cei doi copaci luminau Amanul, lăsând Pământul de Mijloc în întuneric.